# Menjamel de Timor
El menjamel de Timor (Lichmera flavicans) és un ocell de la família dels melifàgids (Meliphagidae).

## Hàbitat i distribució
Habita els boscos de l'illa de Timor, a les illes Petites de la Sonda.